# عبد الباسط عبد العليم حجاب
الشيخ عبد الباسط عبد العليم حجاب من كبار علماء الأزهر الشريف ولد بقرية الحداد عام 1906 وتوفى في عام 1988م ودفن بضريح بالقرية وكان الشيخ من العباد الزهاد حفظ القرأن الكريم كاملا في سن الطفولة وحفظ كتب العلم من فقه وعقيدة إسلاميةوعلم الحديث وتوحيد وتفسير وكان لوالده فضيله الشيخ عبد العليم حجاب الاثر في تزكية نفسه وحثه على النهل من بحور العلم.

## دراسته وتعليمه
كغيره من أبناء جيله درس الشيخ القرأة والكتابة بكتاب القرية ثم التحق بالأزهر الشريف وأتم المرحلة الثانوية ثم انتقل إلى مدينة القاهرة حيث درس بالجامع الازهر في ما كان يعرف بحى المجاورين نظراً لان طلاب العلم من الشيخ ورفاقه كان يجاورون المسجد وبعد الانتهاء من الدراسة بالازهر حصل الشيخ على درجه العالمية في علوم اللغة العربية وعمل مدرس للغه العربية بالمعهد الدينى بشبين الكوم وطنطا ثم مديرا للمعهد الدينى بشبين الكوم ثم رئيس عام قطاع اللغة العربية بالأزهر الشريف بجمهورية مصر العربية وبعد أن أدى واجبه تجاة بلده ودينه والصرح العريق الأزهر الشريف أثر أن يكتفى بإلقاء خطبه الجمعة بمسجد قرية الحداد نظراً للظروف الصحية التي ألمت بفضيلته في نهاية حياته وبوفاته فقدت الامه الإسلامية عالم قلما يجود الزمان بمثله وكان فضيلته يرمى بسهم في كل باب من أبواب الخير فكان يعلم الجاهل ويقوم المعوج ويأمر بالمعروف وينهى عن المنكر ويعلم العلم وقد تبرع بجزء من املاكه للدوله لبناء مدرسه بالقرية ووحدة تنقيه مياه نسأل الله له الرحمة والمغفرة وأن يسكنه فسيح جناته.

## الأبناء
له من الأبناء سبعة من الذكور وأربعة من البنات.